# Macrodontogobius
Macrodontogobius is een monotypisch geslacht van straalvinnige vissen uit de familie van grondels (Gobiidae). Het geslacht is voor het eerst wetenschappelijk beschreven in 1936 door Herre.

## Soort
- Macrodontogobius wilburi Herre, 1936